# Catita Imperial
El Imperial fue un tranvía de dos pisos construido y diseñado íntegramente en la Argentina por la empresa C.A.T.I.T.A. en el año 1942. Debe su nombre a los primeros tranvías ingleses de doble piso que circularon en el país a comienzos del siglo XX. Está basado en el modelo anterior de la misma empresa, el Catita PCC de un solo piso. Dejó de circular a comienzos de la década del '50.

## Características
Este tranvía contaba con cuatro puertas en sus extremos. Las ubicadas del lado derecho permitían acceder directamente al pasillo del primer piso, mientras que las ubicadas del lado izquierdo daban a alguna de las dos escaleras que poseía de cada lado. El piso superior poseía una hilera de 10 asientos dobles del lado contrario a las escaleras, estando en el otro tres asientos dobles y dos individuales. El piso inferior poseía una configuración similar, con la diferencia de que en lugar de utilizar asientos individuales en los rincones más cercanos a las escaleras se utilizaban asientos dobles girados noventa grados debajo de la escalera. Tenían una longitud de 10 metros y pesaban más de 20 toneladas. Su altura total era de 4,72 metros. Además de la tradicional luz en el frente, poseía dos faros ubicados entre cada piso, asientos de cuero, luz interior y un zócalo adicional para colocar carteles notificadores (Completo, Reservado, Fuera de servicio, etc).

## Utilización
Se fabricaron tres unidades que comenzaron a circular en la Línea 1 bajo el número interno de 371, 372 y 373. De aquellas unidades, dos eran unidireccionales y una sola bidireccional (es decir, con cabina en ambos extremos). Si bien deberían haber recorrido el trayecto Primera Junta - Liniers, los puentes de la Avenida General Paz no eran lo suficientemente altos para permitir el paso seguro del tranvía, por lo cual en la práctica finalizaba su recorrido en una estación ubicada en la calle Lacarra y Rivadavia. Fueron ampliamente aceptados por los pasajeros, ya que anteriormente la línea se había visto colapsada ante el aumento de la demanda. Sin embargo, el avance del colectivo y la consecuente fuga de pasajeros (y pérdida de rentabilidad en cuanto a la construcción de tranvías) provocaron que no se construyesen más unidades de este tranvía, que sería retirado a comienzos de la década del '50, tras una década de servicio.

## Galería

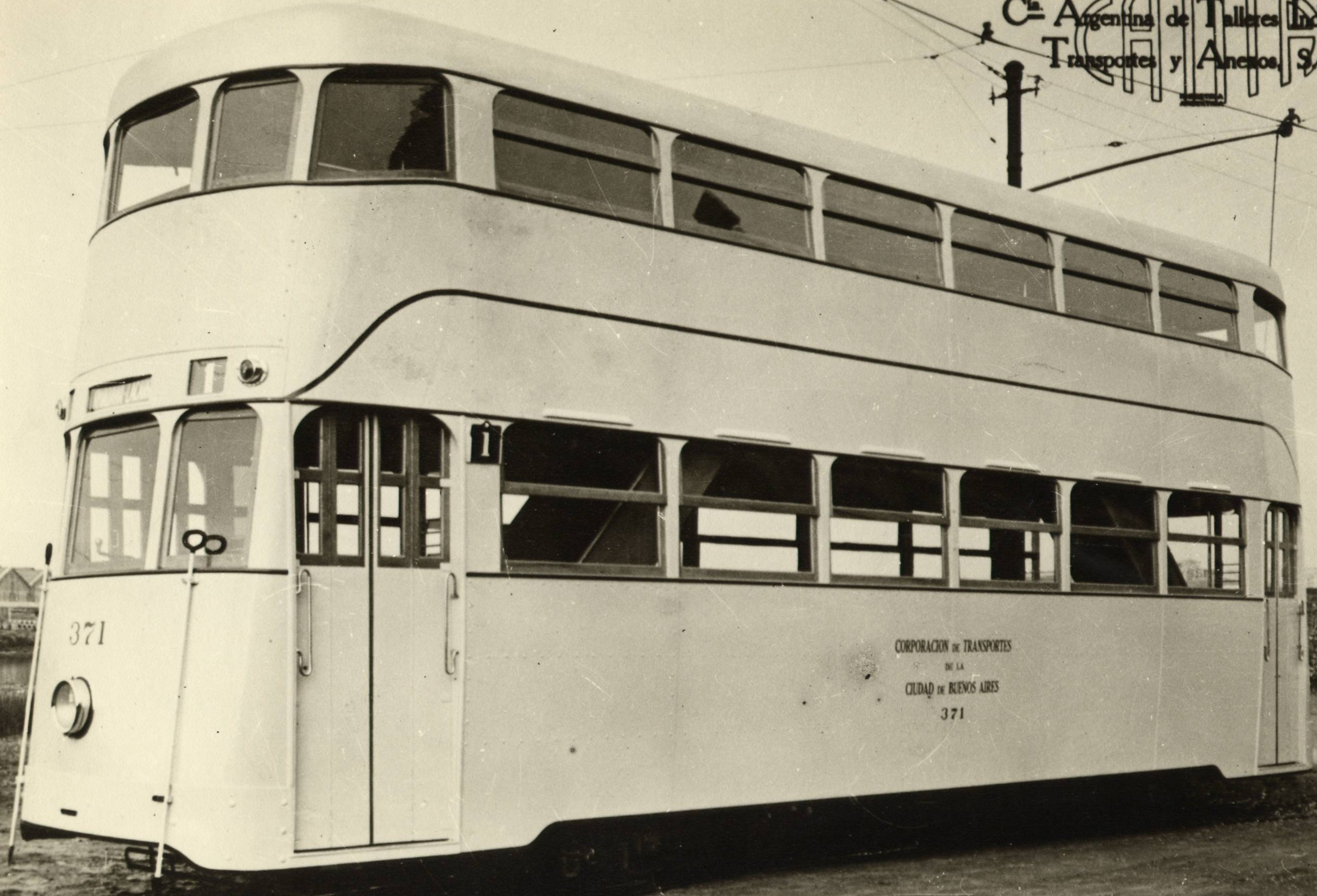
Vista exterior del 371, la primera unidad en circular.
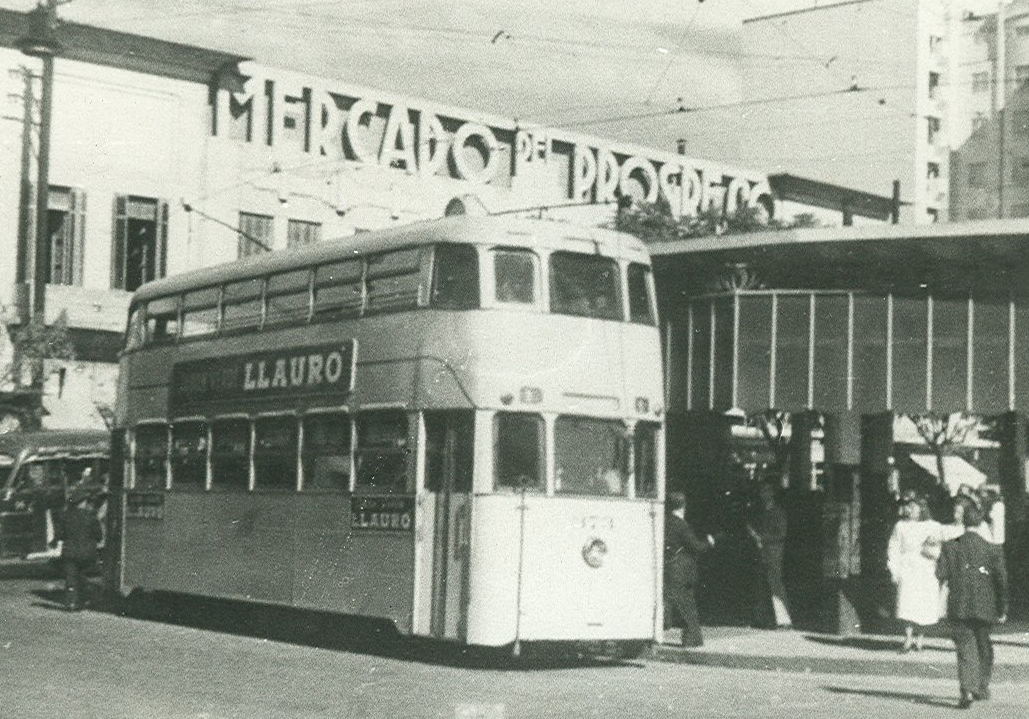
Pasajeros subiendo frente al Mercado del Progreso.
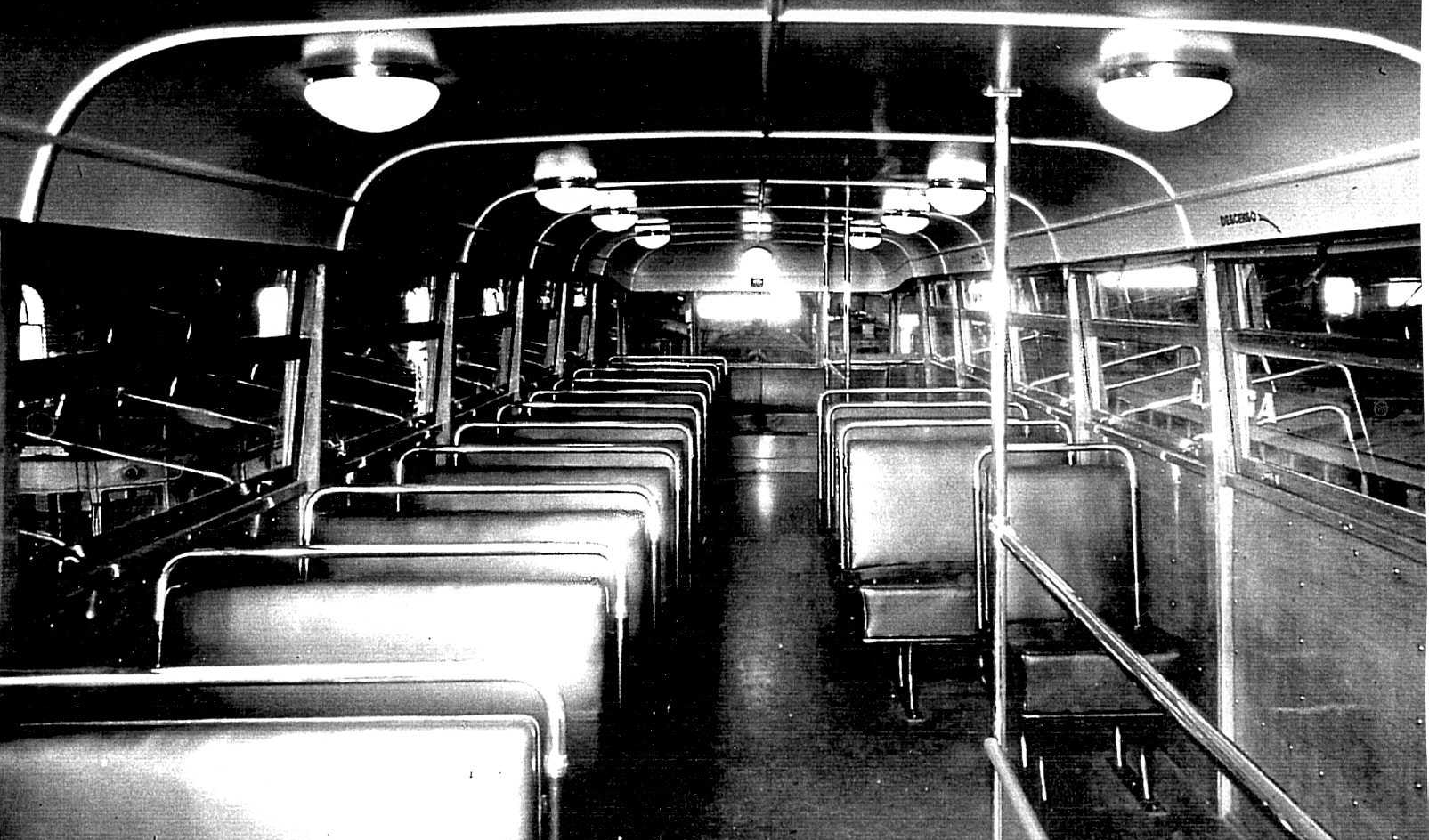
Vista del primer piso.
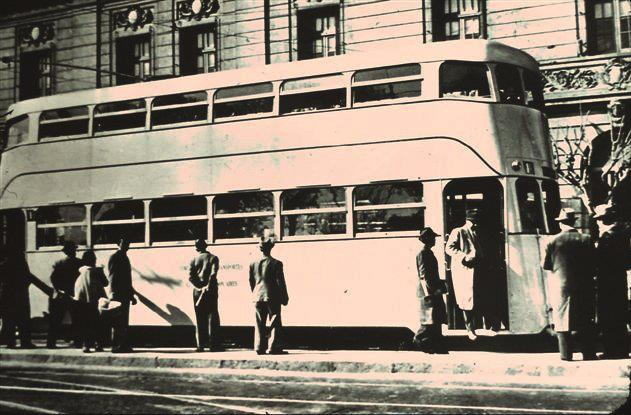
Un Catita Imperial en medio del recorrido.